# Jack Kuper
Jack Kuper, nato Jankele Kuperblum (Siedliszcze, 16 aprile 1932), è uno scrittore, sceneggiatore e regista canadese di origine polacca.
Ebreo, superstite dell'Olocausto, negli anni sessanta fu autore di alcune delle prime opere autobiografiche a occuparsi dell'esperienza dei bambini dell'Olocausto.

## Biografia
Jack Kuper (Jankele Kuperblum) nasce nel 1932 da una famiglia ebraica a Siedliszcze, un villaggio della Polonia orientale vicino a Lublino. A nove anni, fu l'unico della sua famiglia a non essere catturato quando i nazisti rastrellarono la zona, in quanto era stato mandato per lavoro a vivere in una fattoria in un villaggio vicino presso una famiglia non ebrea. Rimasto solo, sopravvisse gli anni della guerra e dell'Olocausto sotto falso nome, spostandosi di villaggio in villaggio, fingendo di essere un contadino polacco cristiano per evitare la cattura. Come Yoram Fridman o Meir Brand, fa parte di quel particolare gruppo di bambini dell'Olocausto che sono sopravvissuti in totale abbandono come ragazzi di strada. 
Dopo la liberazione Kuper fu accolto in un orfanotrofio ebraico a Lublino, dove dovette imparare nuovamente ad essere ebreo. Negli anni che aveva trascorso nascondendo la propria identità aveva dimenticato la lingua, la cultura e la religione del suo popolo. Nel 1947 fu uno dei mille ragazzi orfani di guerra che poterono emigrare in Canada grazie al sostegno delle locali comunità ebraiche e all'accoglienza di famiglie affidatarie. Giunto a Halifax in Nuova Scozia, fu mandato a Toronto, dove, completati gli studi, nel 1952 cominciò a lavorare per la Canadian Broadcasting Corporation (CBC) come grafico per la produzione di commercials.
Appena giunto in Canada Kuper iniziò a scrivere (in yiddish) le sue memorie del tempo di guerra ma nessuno sembrava volergli prestare alcuna attenzione. La tendenza generale in quegli anni era di "dimenticare" il più in fretta possibile quanto successo e di guardare al futuro.
"La gente non voleva parlare dell'Olocausto - era come voler parlare del cancro. Le persone si sentivano a disagio. Tutto quello che volevo io invece era di parlarne."
Oltre che come grafico, Kuper lavorava ora alla CBC anche come sceneggiatore, attore e regista. Nel 1959 riuscì a convincere un produttore a sostenere le spese per la messa in onda di un dramma in gran parte autobiografico, Sun in My Eyes, del quale egli fu autore e sceneggiatore. La televisione canadese CBC lo trasmise per due volte agli inizi del 1960. Fu una delle prime opere in lingua inglese sul soggetto dell'Olocausto ad essere presentate alla televisione.
L'esperienza del telefilm spinse Kuper a completare in inglese il suo memoriale (Child of the Holocaust), che, pubblicato nel 1967, fu uno dei primissimi a narrare le vicende di un bambino dell'Olocausto sopravvissuto in Polonia sotto falsa identità. Nonostante lo scetticismo iniziale anche il libro fu un successo e fu tradotto in diverse lingue. Ventiquattro anni dopo, nel 1994, Kuger ne scrisse il sequel After the Smoke Cleared nel quale narrò della sua nuova vita in Canada e della sua difficile relazione con il padre, anch'egli sopravvissuto, che rivide solo dopo la fine della guerra. Il libro vinse il Jewish Book Award per la letteratura sull'Olocausto e fu finalista per il premio Edna Staebler per la saggistica creativa.
Continuando a lavorare nel settore della pubblicità Kuger fondò una propria società cinematografica, la Kuper Productions Ltd., che gli permettesse anche di produrre anche altri generi di lavori di suo interesse. Negli anni novanta Kuper poté così realizzare per la televisione due documentari sull'Olocausto, uno sul Ghetto di Varsavia (A Day in the Warsaw Ghetto, 1991), e uno sulla vita del pittore come lui ebreo-polacco-canadese, Mayer Kirshenblatt (Shtetl, 1995).

## Opere
- Jack Kuper, Child of the Holocaust. London: Routledge & K. Paul, 1967.
- Jack Kuper, After the Smoke Cleared. Toronto: Stoddart, 1967.

## Filmografia
- Lucio, per la serie televisiva Playbill (24 agosto 1954) -- attore
- On a Streetcar, per la serie televisiva On Camera (3 dicembre 1955) -- autore, sceneggiatore
- Street Music, per la serie televisiva On Camera (25 febbraio 1957) -- autore, sceneggiatore
- Lost in the Crowd, per la serie televisiva Encounter (26 novembre 1957) -- autore, sceneggiatore
- Sun in My Eyes, per la serie televisiva Encounter (21 febbraio 1960) -- regista, autore, sceneggiatore, attore
- The Police, per la serie televisiva Quest (8 maggio 1961) -- autore, sceneggiatore
- Run!, cortometraggio (1962) -- regista, autore, sceneggiatore
- The Wounded Soldier, per la serie televisiva Festival (3 marzo 1963) -- autore, sceneggiatore
- Two, per la serie televisiva Quest (19 maggio 1963) -- regista, autore, sceneggiatore
- A Day in the Warsaw Ghetto: A Birthday Trip in Hell, documentario (1991) -- regista, produttore
- Shtetl, documentario (1995) -- regista, produttore